# Lutych–Bastogne–Lutych 2014
100. ročník jednodenního cyklistického závodu Lutych–Bastogne–Lutych se konal 27. dubna 2014. Vítězem se stal Australan Simon Gerrans z týmu Orica–GreenEDGE. Stal se tak prvním australským vítězem tohoto monumentu. Na druhém a třetím místě se umístili Španěl Alejandro Valverde (Movistar Team) a Polák Michał Kwiatkowski (Omega Pharma–Quick-Step).

## Týmy
Závodu se zúčastnilo celkem 25 týmů. Všech 17 UCI WorldTeamů bylo pozváno automaticky a muselo se zúčastnit závodu. Společně s osmi UCI ProTeamy tak utvořili startovní peloton složený z 25 týmů.

### UCI WorldTeamy
- Ag2r–La Mondiale
- Astana
- Belkin Pro Cycling
- BMC Racing Team
- Cannondale
- Team Europcar
- FDJ.fr
- Garmin–Sharp
- Giant–Shimano
- Team Katusha
- Lampre–Merida
- Lotto–Belisol
- Movistar Team
- Omega Pharma–Quick-Step
- Orica–GreenEDGE
- Team Sky
- Tinkoff–Saxo
- Trek Factory Racing

### UCI ProTeamy
- Cofidis
- Colombia
- IAM Cycling
- MTN–Qhubeka
- NetApp–Endura
- Topsport Vlaanderen–Baloise
- Wanty–Groupe Gobert

## Výsledky
| Pořadí | Jezdec                   | Tým                     | Čas        |
| ------ | ------------------------ | ----------------------- | ---------- |
| 1      | Simon Gerrans (AUS)      | Orica–GreenEDGE         | 6h 37' 43" |
| 2      | Alejandro Valverde (ESP) | Movistar Team           | + 0"       |
| 3      | Michał Kwiatkowski (POL) | Omega Pharma–Quick-Step | + 0"       |
| 4      | Giampaolo Caruso (ITA)   | Team Katusha            | + 0"       |
| 5      | Domenico Pozzovivo (ITA) | Ag2r–La Mondiale        | + 3"       |
| 6      | Tom–Jelte Slagter (NED)  | Garmin–Sharp            | + 3"       |
| 7      | Roman Kreuziger (CZE)    | Tinkoff–Saxo            | + 3"       |
| 8      | Philippe Gilbert (BEL)   | BMC Racing Team         | + 3"       |
| 9      | Daniel Moreno (ESP)      | Team Katusha            | + 5"       |
| 10     | Romain Bardet (FRA)      | Ag2r–La Mondiale        | + 6"       |